# Josef Erhard (Ministerialdirektor)
Josef Erhard (* 1946) ist ein deutscher Beamter. Von 1999 bis 2011 war er Ministerialdirektor im Bayerischen Staatsministerium für Unterricht und Kultus.

## Leben
Nach dem Abitur 1965 am Domgymnasium in Freising studierte Erhard Germanistik und Latein für das gymnasiale Lehramt. Im Anschluss daran arbeitete er neun Jahre lang als Lehrer am Gymnasium von Markt Schwaben. 
Im Jahr 1984 wurde er als Referent für Kultusangelegenheiten in die Bayerische Staatskanzlei berufen. Drei Jahre später holte ihn der bayerische Kultusminister Hans Zehetmair als persönlichen Referenten in sein Ministerium. 1994 wurde Erhard zum Ministerialdirigenten befördert und übernahm die Leitung der Abteilung Kunst, Kunsthochschulen und kulturelle Angelegenheiten. Ab 1999 war er Ministerialdirektor am Bayerischen Staatsministerium für Unterricht und Kultus, bis er im Juli 2011 in den Ruhestand wechselte.
Erhard unterzeichnete im Dezember 2010 als Vertreter der Kultusministerkonferenz den Rahmenvertrag für die Verwendung urheberrechtlich geschützter Werke in Schulen. Besonders pikant ist dabei der Einsatz der als „Schultrojaner“ bezeichneten Software zum Scannen der Schulserver auf illegale Programme seitens der Schulbuchverlage. 

## Auszeichnungen
Für seine Verdienste wurde Erhard 2006 mit dem Bayerischen Verdienstorden ausgezeichnet. 2012 wurde er von Papst Benedikt XVI. mit dem Komturkreuz des Päpstlichen Ritterorden vom heiligen Gregor dem Großen geehrt.